# 1016

## Nașteri
- 28 octombrie: Henric al III-lea al Sfântului Imperiu Roman împărat al Sfântului Imperiu Roman (d. 1056)
- dată necunoscută: Harold Picior-de-Iepure  (d. 1040)
- dată necunoscută: Robert Guiscard  (d. 1085)
- dată necunoscută: Ferdinand I al Leonului și Castiliei  (d. 1065)
- dată necunoscută: Béla I al Ungariei  (d. 1063)
- 25 iulie: Cazimir Restauratorul  (d. 1058)

## Decese
- 30 noiembrie: Edmund al II-lea (Braț-de-Fier), rege al Angliei (1016), (n. 989)
- Ethelred al II-lea (cel Șovăielnic), regele Angliei (978-1013 și 1014-1016), (n. 968)
- Gerberga de Burgundia, fiica regelui Conrad al Burgundiei (n. 965)
- Vasile Mesardonites, catepan de Italia, reprezentant bizantin (1010-1016), (n. ?)